# Condado de Wettin
O Condado de Wettin foi um domínio do Sacro Império Romano-Germânico que existiu na Idade Média sob a liderança dos Wettins da família de Teodorico I de Wettin.

## História
Pouco se sabe sobre a real extensão do condado. O que se sabe é que os Wettins receberam terras dadas pelos Wends (Wendt), incluindo o condado (ou Gau) de Wettin, localizada na margem direita do rio Saale. Os Wends eram originários de Lemgo na Renânia.Com o tempo, o condado passou também a compartilhar a regência com outros domínios como a Marca de Meisse, o Condado da Turíngia, etc. Os descendentes dos condes de Wettin se tornaram eleitores e reis de algumas nações europeias. 

## Lista de condes de Wettin
- Dedo I de Wettin
- Timo de Wettin
- Conrado I de Wettin
- Teodorico II de Wettin